# 中華民國駐慕尼黑處長列表
本列表為中華民國駐德国的巴伐利亞自由邦首府慕尼黑歷任處長名錄。

## 代表機構
1958年10月，行政院新聞局在西德首都波恩设立遠東新聞處。1973年12月31日，遠東新聞處更名为遠東新聞社。1980年改制後隸屬於中華民國外交部:32。
1988年8月27日，中華民國外交部增設遠東新聞社慕尼黑分社。1992年9月27日，更名为駐慕尼黑臺北經濟文化辦事處。1997年7月1日，再更名為駐德國臺北代表處慕尼黑辦事處:32—35。

## 歷任處長（1988年至今）
| 姓名   | 任命              | 到任          | 免職           | 離任          | 外交銜級 對外名義 | 外交職務 本職職務 | 備註                | 備註 |
| ------ | ----------------- | ------------- | -------------- | ------------- | ----------------- | ----------------- | ------------------- | ---- |
| 余     | 1988年8月30日     | 1989年2月10日 | 1994年1月16日  | 1994年4月15日 | 處長              | 處長              |                     |      |
| 陳正治 | 1994年2月8日      | 1994年4月11日 | 1997年1月24日  | 1997年7月6日  | 處長              | 處長              |                     |      |
| 陳西忠 | 1997年4月15日     | 1997年6月28日 |                | 1999年        | 處長              | 處長              | 截至1999年1月仍在任 |      |
| 劉俊滿 |                   | 1999年        | 2005年11月16日 | 2006年2月13日 | 處長              | 處長              |                     |      |
| 朱建松 | 2005年11月16日    | 2006年2月15日 | 2010年6月9日   | 2010年9月13日 | 處長              | 處長              |                     |      |
| 鄭兆元 | 2010年6月9日      | 2010年9月13日 |                | 2014年9月15日 | 處長              | 處長 總領事       | [ 註 1 ]            |      |
| 張維達 |                   | 2014年9月15日 |                | 2015年11月    | 處長              | 總領事            |                     |      |
| 許聰明 | 2015年9月30日宣誓 | 2015年12月2日 |                | 2022年3月     | 處長              | 總領事            |                     |      |
| 趙彥清 |                   | 2022年3月6日  |                | 現任          | 處長              | 總領事            |                     |      |

## 外部連結
- 駐德國臺北代表處慕尼黑辦事處（Facebook）